# Сватбен банкет
„Сватбен банкет“ (на английски: The Wedding Banquet) е тайвански филм от 1993 година, романтична комедия на режисьора Анг Лий по негов сценарий в съавторство с Джеймс Шеймъс и Нийл Пен.
В центъра на сюжета е тайвански имигрант в Ню Йорк, който е в щастлива връзка с местен мъж, но решава да се ожени номинално за китайска имигрантка, за да угоди на консервативните си родители, които обаче неочаквано пристигат от Тайван и организират разточително сватбено тържество. Главните роли се изпълняват от Уинстън Чао, Као Чин Сумей, Гуей Ялей, Лан Сиун, Мичъл Лихтенстейн.
„Сватбен банкет“ печели наградата „Златна мечка“ и е номиниран за „Оскар“ и „Златен глобус“ за чуждоезичен филм.